# Giannis Ioannidis
Giannis Ioannidis (en griego: Γιάννης Ιωαννίδης; Salónica, Grecia; 26 de febrero de 1945-Atenas, 4 de octubre de 2023) fue un baloncestista, político y entrenador de baloncesto de Grecia que jugó en la posición de base. Es considerado como el mejor entrenador de baloncesto profesional de equipos de Grecia de todos los tiempos y uno de los más ganadores de la historia con diecinueve títulos.

## Carrera

### Club
Como jugador jugó toda su carrera con el Aris Salónica BC de 1960 a 1978. Con 4970 puntos anotados con el Aris, es actualmente el segundo máximo anotador en la historia del club después de Nikos Galis.

### Selección nacional
Jugó para Grecia de 1980 a 1981.

### Entrenador
| Periodo   | Club             |
| --------- | ---------------- |
| 1977      | Ergotelis BC     |
| 1978–1979 | Aris Salónica BC |
| 1979–1981 | G.S. Larissas    |
| 1980–1981 | Grecia           |
| 1982–1990 | Aris Salónica BC |
| 1991–1996 | Olympiacos BC    |
| 1996–1998 | AEK Atenas BC    |
| 1999–2000 | Olympiacos BC    |
| 2002–2003 | Grecia           |

### Política
Luego de anunciar su retiro como entrenador en 2004, sería nombrado como parlamentario por el partido Nueva Democracia por Salónica en las elecciones de 2004, y fue reelecto en 2007. Después de septiembre de 2007 pasó a ser el responsable del deporte dentro del Ministerio de Cultura.
Durante las elecciones locales de 2014 retó a Apostolos Tzitzikostas por el puesto de Gobernador Regional de la periferia de Macedonia Central luego de que Tzitzikostas había perdido el respaldo de su partido, pero sería derrotado en la segunda ronda. Al año siguiente participó en las Elecciones parlamentarias de Grecia de enero de 2015 pero no sería electo.

## Logros

### Entrenador
- A1 Ethniki (12): 1979, 1983, 1985, 1986, 1987, 1988, 1989, 1990, 1993, 1994, 1995, 1996
- Copa de baloncesto de Grecia (6): 1985, 1987, 1988, 1989, 1990, 1994
- Supercopa de baloncesto de Grecia (1): 1996
- Liga B de Grecia (1): 1980

### Individual
- Seis apariciones en el Final Four de la Euroliga (1988, 1989, 1990, 1994, 1995, 1998)
- Miembro del Salón de la Fama del Baloncesto Griego.